# Malasjön
Malasjön är en sjö i Ljungby kommun i Småland och ingår i Helge ås huvudavrinningsområde. Sjön har en area på 0,229 kvadratkilometer och ligger 165,1 meter över havet. Vid provfiske har bland annat abborre, braxen, gers och gädda fångats i sjön.

## Delavrinningsområde
Malasjön ingår i det delavrinningsområde (630211-140623) som SMHI kallar för Utloppet av Tjurken. Medelhöjden är 177 meter över havet och ytan är 34,32 kvadratkilometer. Det finns ett avrinningsområde uppströms, och räknas det in blir den ackumulerade arean 67,13 kvadratkilometer. Lilla Helge å (Granhultsån) som avvattnar avrinningsområdet har biflödesordning 2, vilket innebär att vattnet flödar genom totalt 2 vattendrag innan det når havet efter 169 kilometer. Avrinningsområdet består mestadels av skog (76 procent). Avrinningsområdet har 6,66 kvadratkilometer vattenytor vilket ger det en sjöprocent på 19,4 procent.

## Fisk
Vid provfiske har följande fisk fångats i sjön:
- Abborre
- Braxen
- Gärs
- Gädda
- Karpfisk obestämd
- Mört